# Necrosis grasa
La necrosis grasa es una forma de necrosis caracterizada por la acción de enzimas digestivos sobre la grasa.
En la necrosis grasa el enzima lipasa libera ácidos grasos de triglicéridos. Entonces, los ácidos grasos se combinan con calcio para formar jabones.  Estos jabones aparecen como depósitos calcáreos blancos.
Normalmente está asociado con trauma del páncreas o pancreatitis aguda. También puede ocurrir las mamas, las glándulas salivales y en neonatos después de un parto traumático.[cita requerida]